# Nelson Díaz
Nelson Díaz Marmolejo (Montevideo, 1942. január 12. – 2018. december 4.) uruguayi válogatott labdarúgó.

## Pályafutása

### A válogatottban
1964 és 1966 között 8 alkalommal szerepelt az uruguayi válogatottban. Részt vett az 1966-os világbajnokságon.

## Sikerei, díjai
Peñarol
- Uruguayi bajnok (2): 1965, 1967
- Copa Libertadores (1): 1966
- Interkontinentális kupagyőztes (1): 1966